# کنوت هانسون
کنوت هانسون (سوئدی: Knut Hansson; ۹ مهٔ ۱۹۱۱ – ۱۰ فوریهٔ ۱۹۹۰) بازیکن فوتبال اهل سوئد بود.
وی همچنین در تیم ملی فوتبال سوئد بازی کرده‌است.